# Мечеть ас-Салиха Талаи
Мечеть ас-Салиха Талаи (араб. مسجد الصالح طلائع‎) — мечеть эпохи поздних Фатимидов, построенная визирем Талаи ибн Руззиком в 1160 году. Она расположена к югу от ворот Баб-Зувейла, недалеко от южного входа в Старый город-крепость Каира.

## История и описание

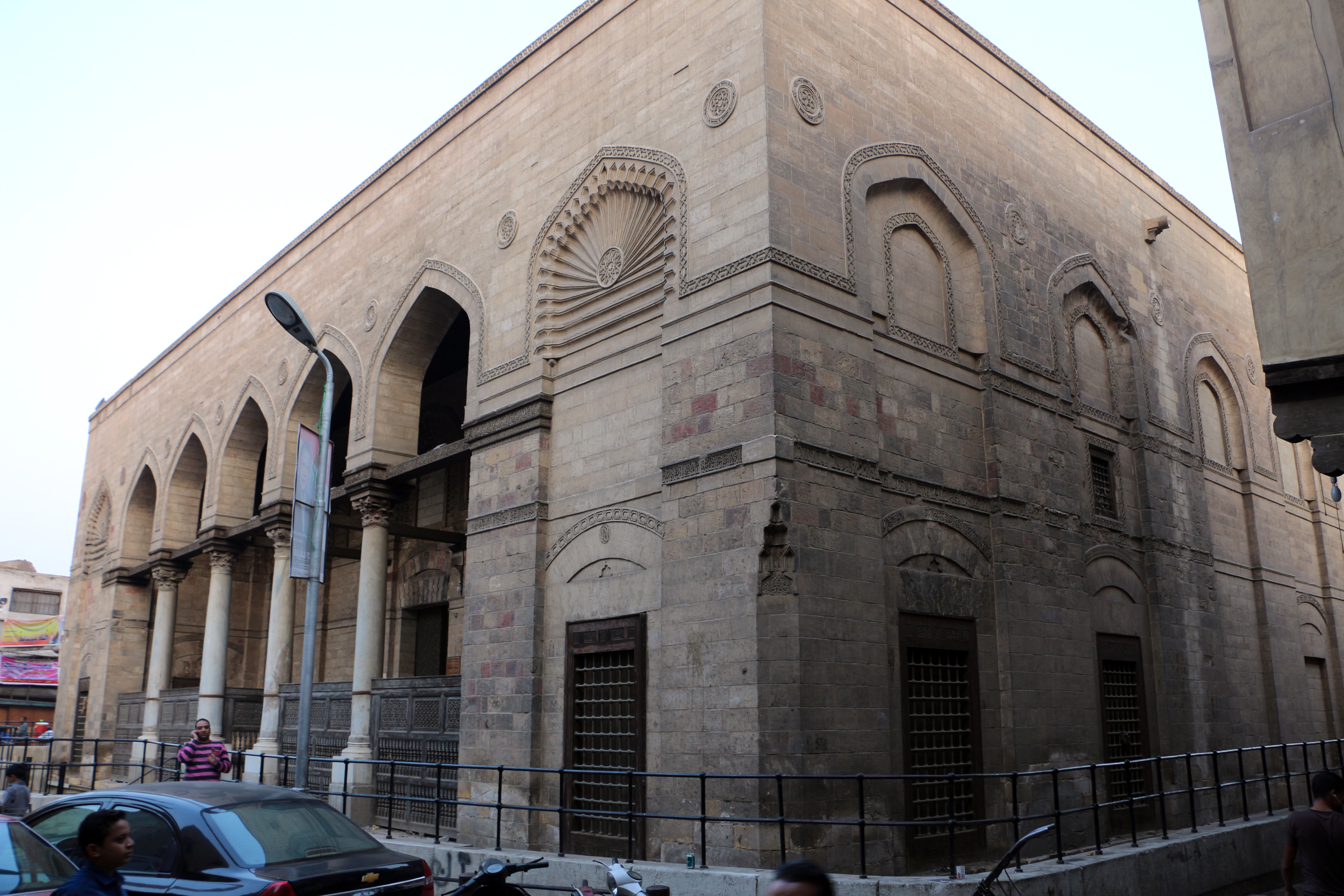
Экстерьер мечети с входным портиком слева

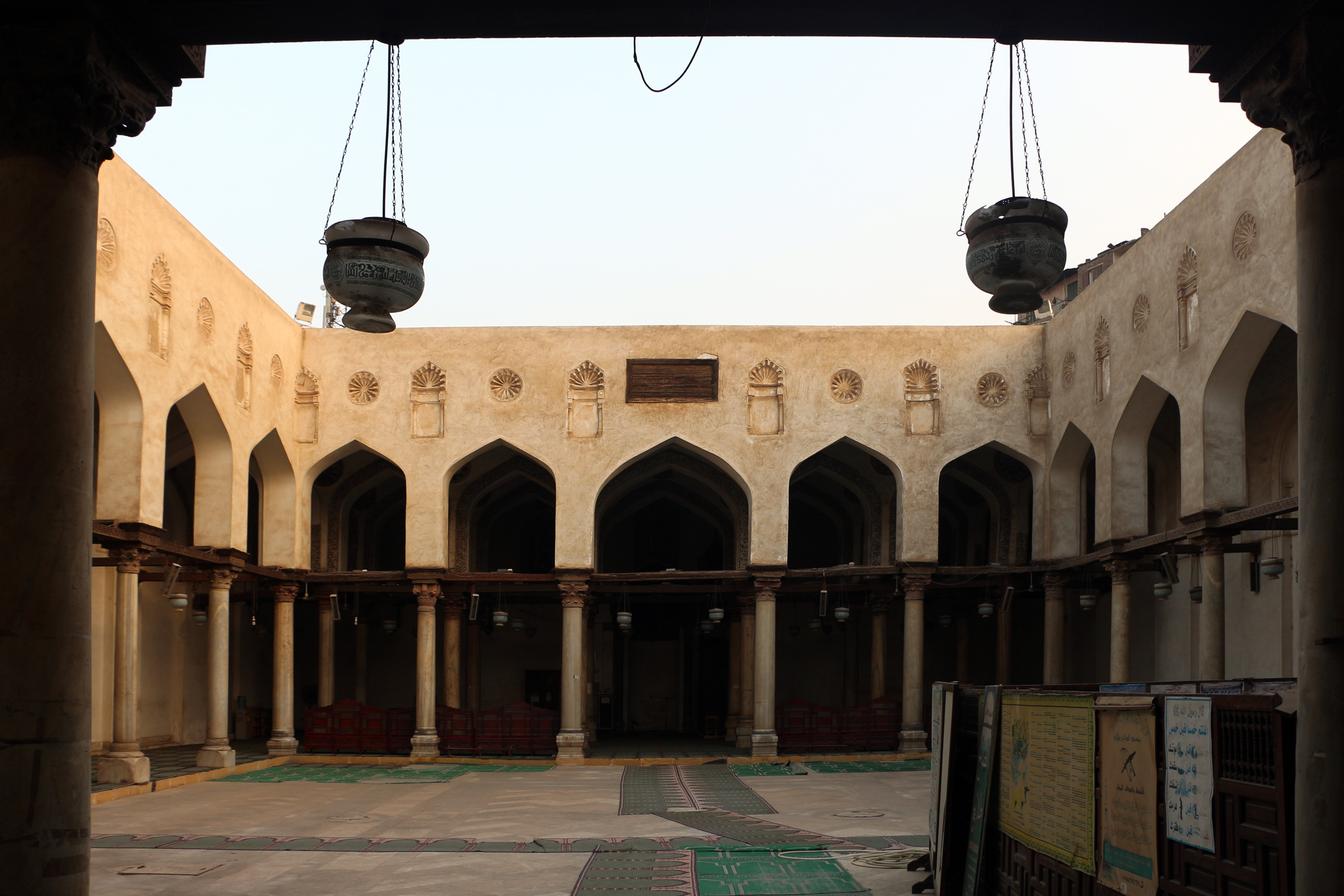
Интерьер мечети, вид в сторону киблы

Мечеть была построена по заказу фатимидского визиря Талаи ибн Руззика в 1160 году. Он был одним из последних могущественных и успешных визирей, которые поддерживали стабильность в империи Фатимидов в последние десятилетия её существования. Поскольку халифат Фатимидов был упразднён в 1171 году, эта мечеть является одним из последних крупных памятников эпохи Фатимидов, который был построен и сохранился до нынешних времён.
Фатимиды исповедовали исмаилитский толк шиитского ислама и считали себя потомками Али ибн Абу Талиба и дочери пророка Мухаммеда Фатимы, и мечеть первоначально была построена, чтобы быть местом упокоения головы Хусейна, сына Али, который был убит в битве при Кербеле в 680 году и почитается шиитами как мученик. Первоначально считалось, что его голову похоронили в Аскалоне, но её перенесли в Каир в 1153 году, когда Аскалону угрожали крестоносцы. Однако вместо мечети ас-Салиха Талаи голова была помещена в святилище во дворце Фатимидов, а затем перенесена в мечеть аль-Хусейна, где эта святыня хранится и по сей день.
Мечеть была построена на приподнятой платформе, основание которой на уровне улицы имело встроенные углубления с трёх сторон (со всех, кроме стороны киблы), предназначенные для размещения магазинов, которые вносили свой вклад в доход мечети. Таким образом, это была первая «висячая» мечеть в Каире, то есть мечеть, где молитвенное пространство приподнято над уровнем улицы. Вход в мечеть обрамлён портиком с пятью арками — особенность, которая была уникальной для Каира (по крайней мере, до гораздо более позднего османского периода) и могла бы быть предназначена для некоторых церемониальных целей, если голова Хусейна была бы похоронена здесь, как изначально предполагалось. Первоначально минарет также возвышался над входом в мечеть; сохранившаяся лестница, которая ведёт на крышу, вероятно, указывает его прежнее местоположение.
Интерьер мечети включает внутренний двор, окружённый аркадой килевидных арок, с киблой в юго-восточной стороне, расширяющейся в глубину для формирования молитвенного зала с тремя рядами арок вместо одного. Фатимидское убранство мечети включает в себя глухие килевидные арки на внешнем фасаде, а в интерьере — резные деревянные стяжные балки между колоннами, коранические надписи в куфическом стиле на контурах арок в молитвенном зале и стукковые оконные решётки (оригинальный образец которых сейчас хранится в Музее исламского искусства в Каире). Некоторые из этих декоративных элементов продолжали появляться в пост-фатимидской архитектуре Каира. Все капители колонн в молитвенном зале мечети были повторно использованы из доисламских зданий.
Мечеть была восстановлена в мамлюкскую эпоху после землетрясения 1303 года, разрушившего минарет, стоявший над парадным портиком мечети. В то же время к первоначальным главным дверям, вырезанным из дерева, были добавлены бронзовые облицовки в мамлюкском стиле. Ныне двери заменены копиями, а оригиналы, демонстрирующие как мамлюкские бронзовые фасады, так и фасады с резьбой по дереву фатимидов, выставлены в Музее исламского искусства в Каире. В результате мамлюкской реставрации также были добавлены деревянные решётки машрабия к портику перед мечетью. Минбар внутри мечети также датируется эпохой мамлюков (около 1300 годом) и был подарком мамлюкского эмира Бактимуром аль-Джугандаром. Он создан с высоким мастерством и является одним из старейших сохранившихся минбаров в Каире.
Ныне основание мечети (вместе с магазинами, которые когда-то выстроились вдоль её внешней стороны) находится почти на два метра ниже нынешнего уровня улицы, что иллюстрирует, насколько поднялся уровень улицы в городе с XII века.

## Галерея

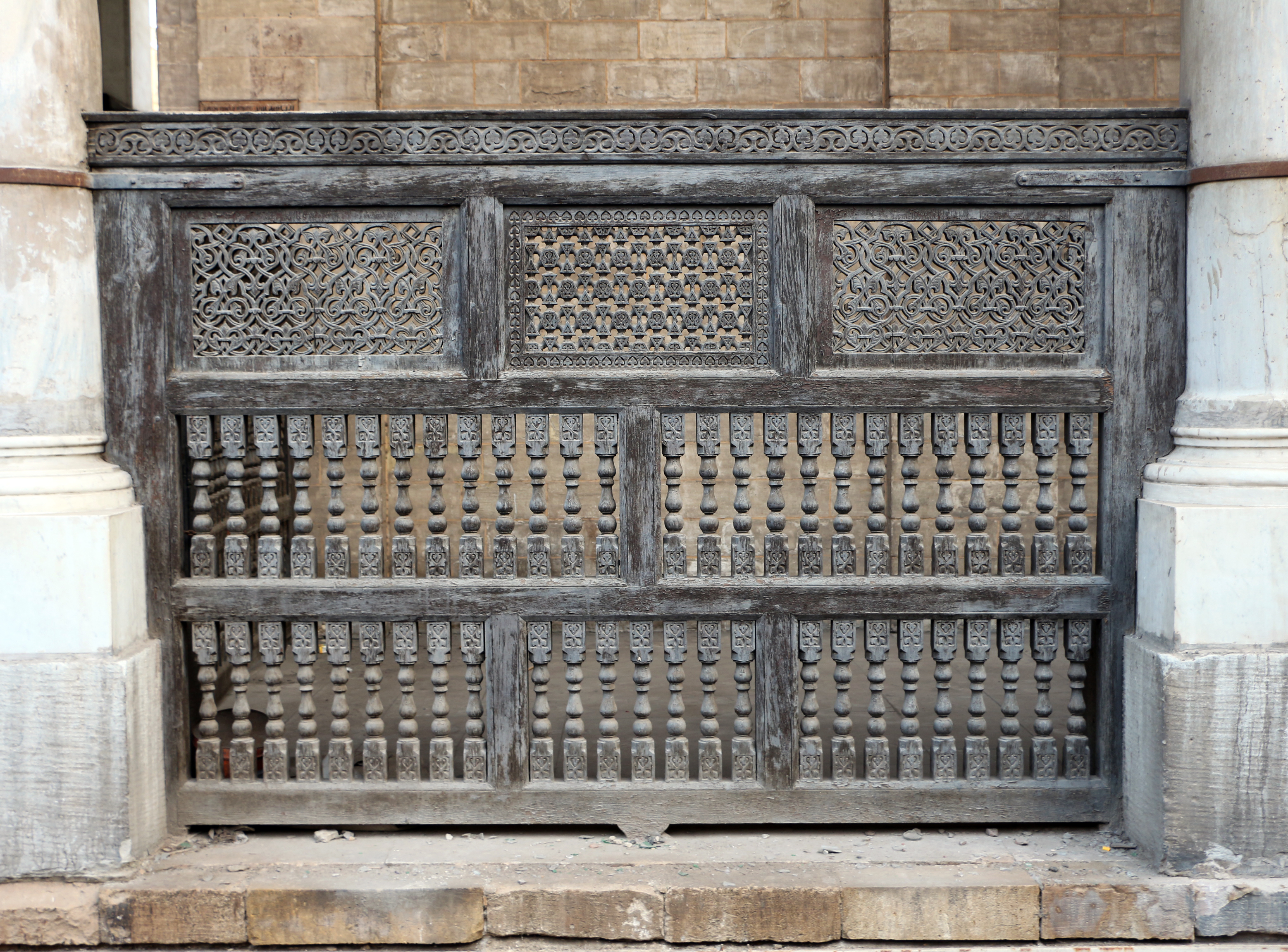
Одна из деревянных машрабий была добавлена к переднему портику мечети во время мамлюкской реставрации в начале XIV века
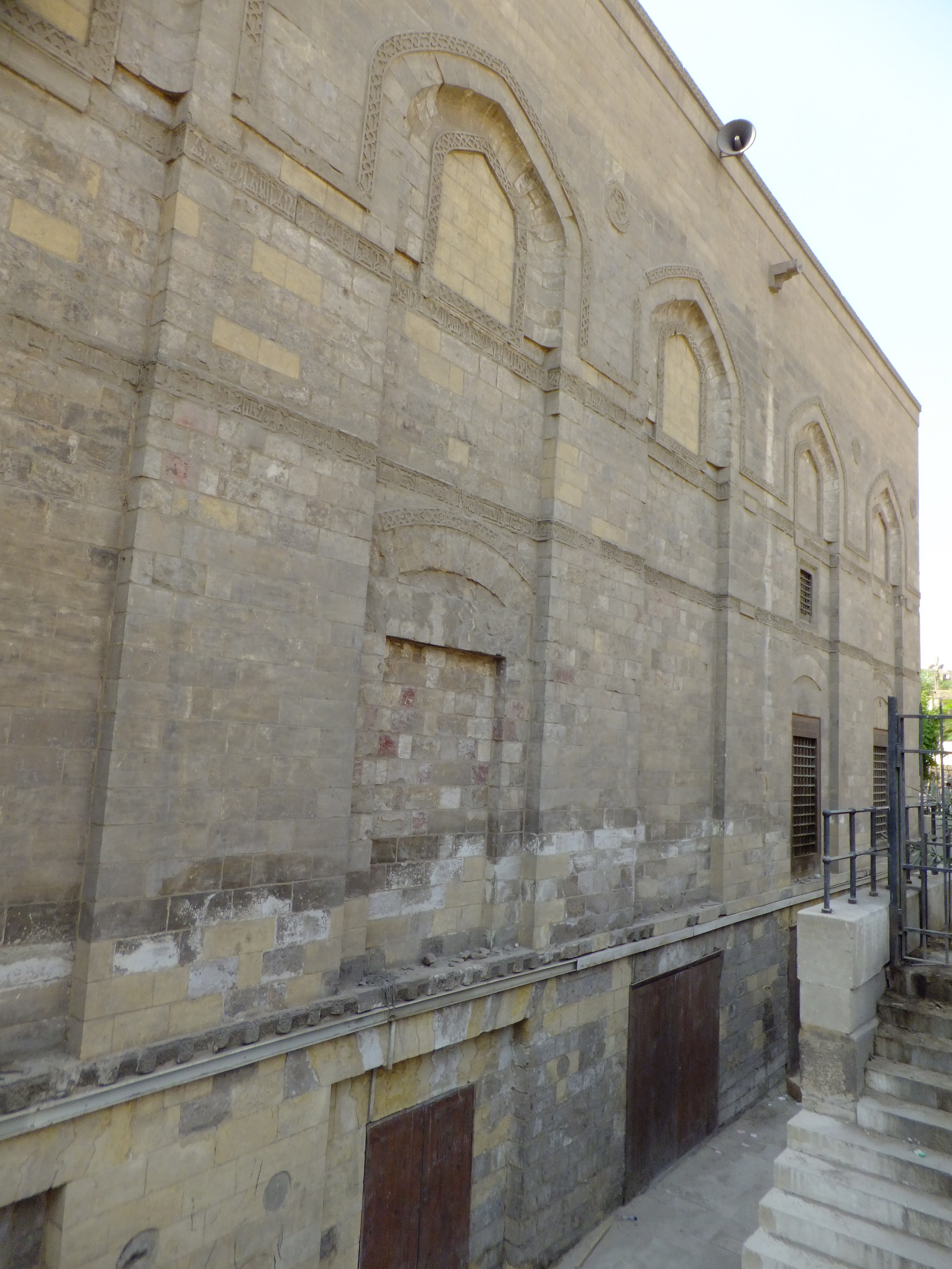
Экстерьер мечети. Старые помещения для магазинов, теперь наполовину погребённые и расположенные ниже уровня улицы, видны вдоль основания
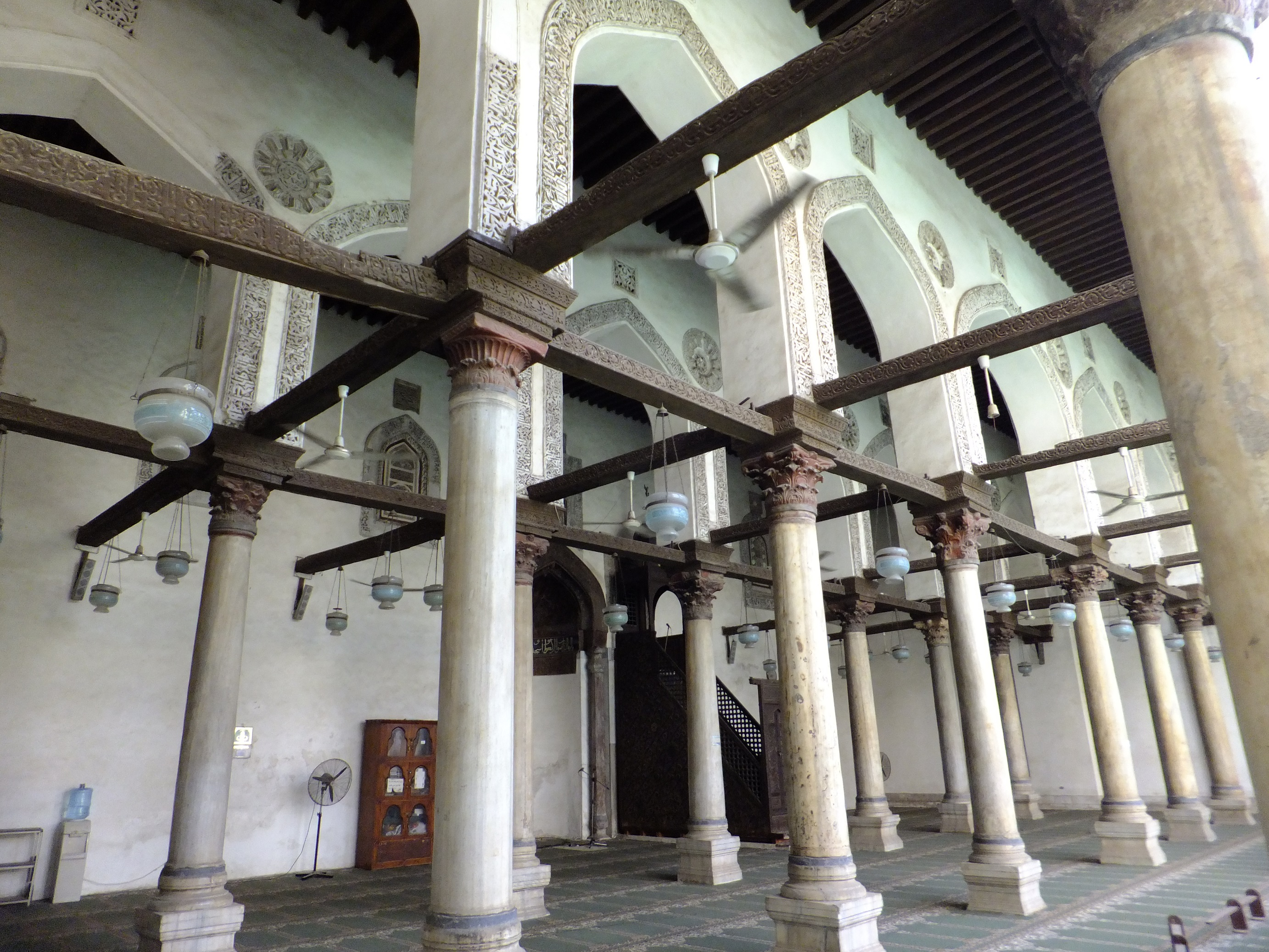
Молитвенный зал с каллиграфическими стукковыми контурами вокруг арок и резными деревянными балками времён Фатимидов
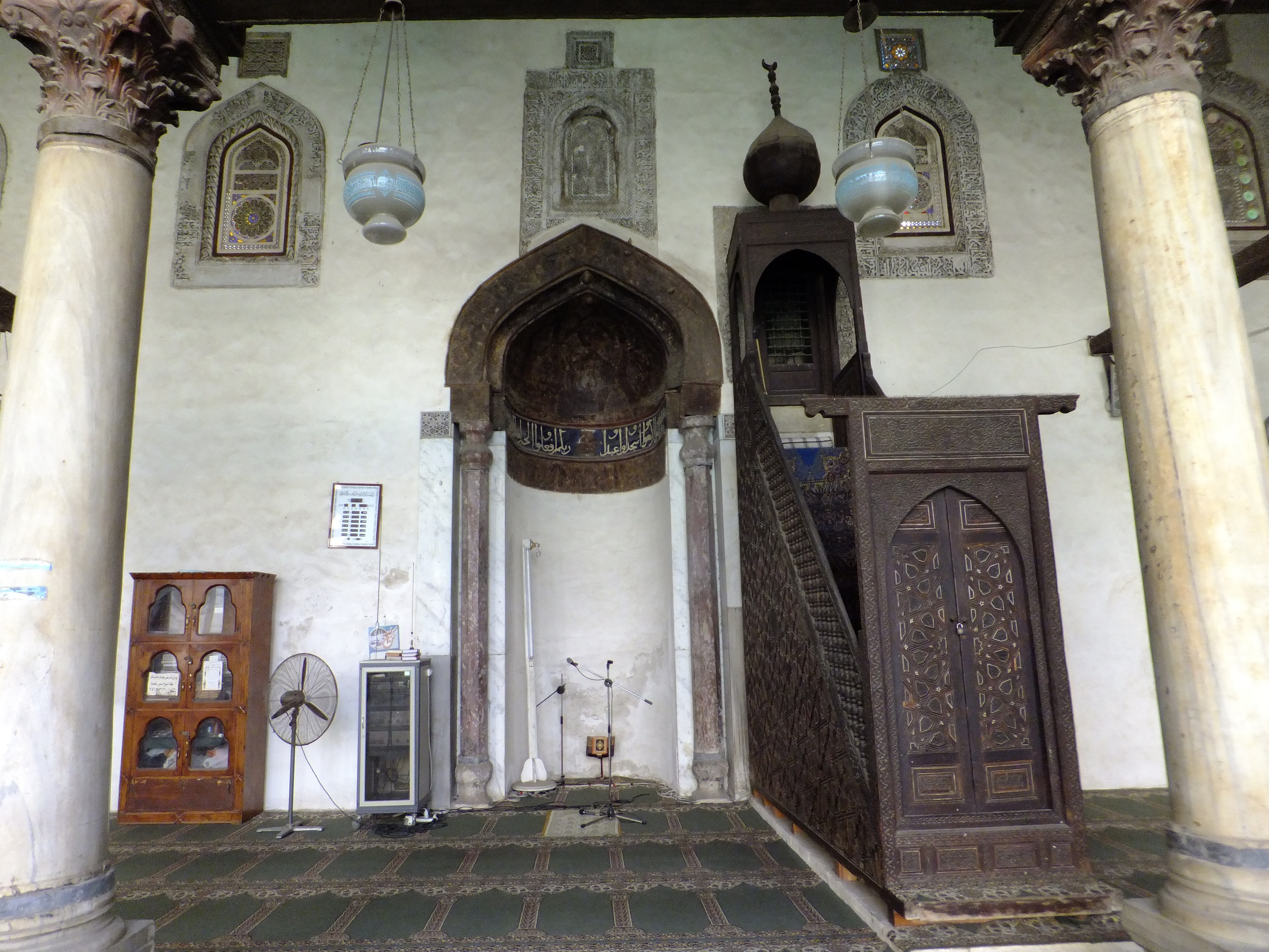
Михраб и минбар. Минбар относится к эпохе мамлюков и является одним из старейших в Каире
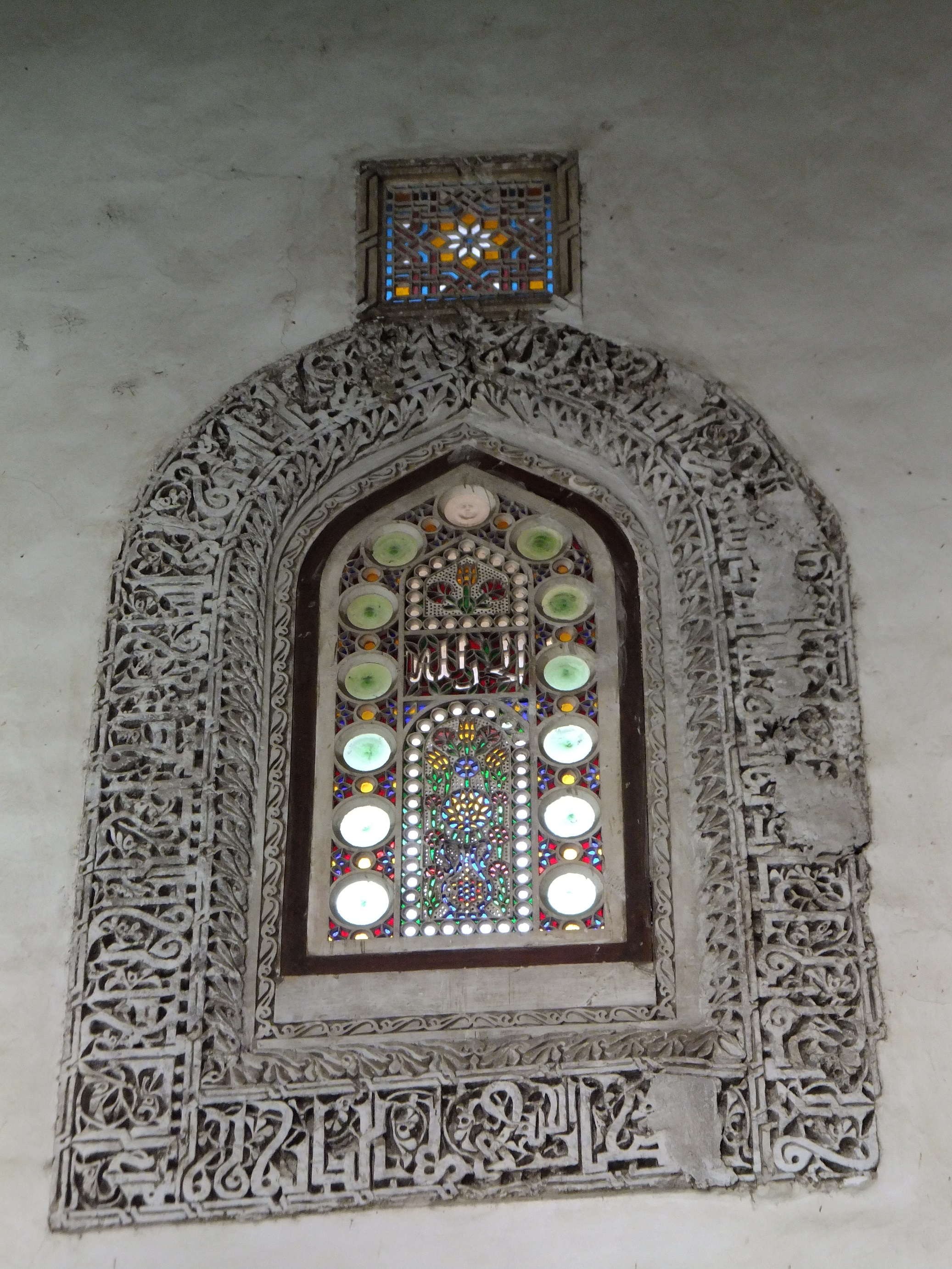
Оригинальная стукковая резная оконная решётка